# Szczytna (przystanek kolejowy)

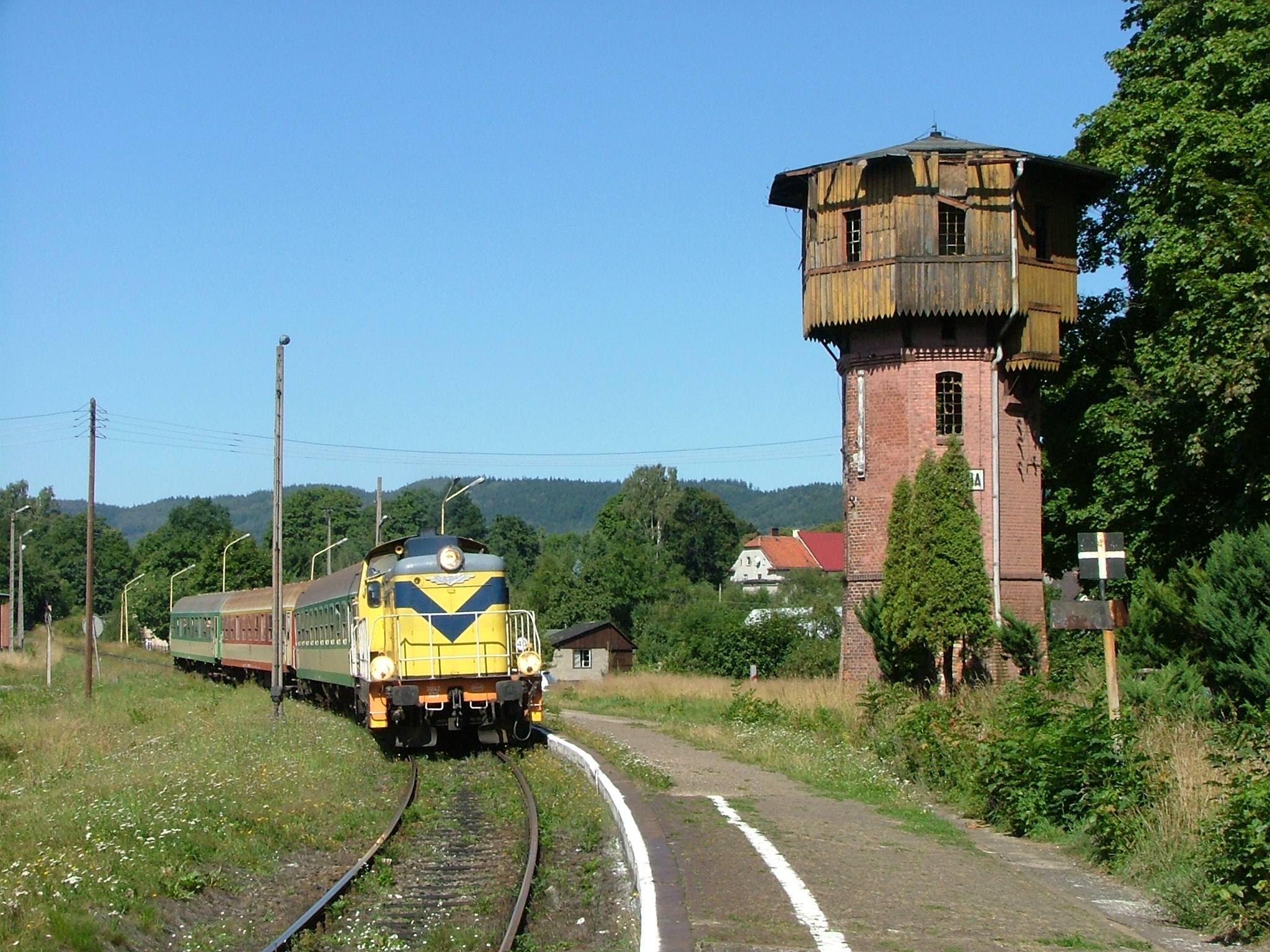
Wjazd od strony Kudowy – lokomotywa SU42 (sierpień 2008)

Szczytna – obecnie przystanek osobowy, a wcześniej stacja kolejowa w Szczytnej, w powiecie kłodzkim, w województwie dolnośląskim. Według klasyfikacji PKP ma kategorię dworca lokalnego.

## Ruch pasażerski
| Rok  | Wymiana pasażerska na dobę |
| ---- | -------------------------- |
| 2017 | 50-99                      |
| 2022 | 100-149                    |

## Lokalizacja
Przystanek kolejowy jest położony na linii kolejowej z Kłodzka do Kudowy-Zdroju. Znajduje się na niezelektryfikowanej trasie o znaczeniu lokalnym, w centrum Szczytnej.

## Historia
W latach 80. XIX w. postanowiono połączyć Kłodzko z uzdrowiskami położonymi na zachodzie powiatu kłodzkiego. Do realizacji tego przedsięwzięcia przystąpiono w drugiej połowie tej dekady. Początkowo planowano uruchomić pierwszy odcinek do Szczytnej, który powstał w latach 1886–1890. Miała to być stacja końcowa tej linii, zwanej Koleją Uzdrowiskową (Bāderbahn), przynajmniej do czasu jej rozbudowania. W związku z tym oprócz budynku stacyjnego wybudowano jeszcze małą lokomotywownię i żuraw wodny dla lokomotyw.
Z czasem okazało się, że zakładana liczba podróżnych i towarów, jakie przechodziły przez stację, okazały się za małe. Spowodowało to rozbudowę budynków stacyjnych, budowę rampy ładunkowej oraz wieży ciśnień, czterech torów, które zaspokoiły potrzeby stacji towarowej. Podstawą przeładunku było drewno oraz towary pobliskiej huty szkła.
W chwili obecnej budynki stacyjne są mocno zdewastowane i nie spełniają żadnej funkcji związanej z obsługą podróżnych, urządzenia sterowania ruchem nie są używane, a semafory zdemontowane. Ruch pociągów prowadzony jest tylko po jednym torze. Wjazd na część towarową (ładownia) możliwy jest po uzgodnieniu ze stacją w Polanicy-Zdroju i otrzymaniu klucza. Pociągi towarowe obsługują tartak w Szczytnej.

## Ciekawostki
- Stacja była wyposażona w unikatowy jak na teren ziemi kłodzkiej urządzenie, obrotnicę do wagonów, ze względu na swoje wymiary, średnica 530 cm, mogła ona obsługiwać małe dwuosiowe wagony towarowe.
- Pierwsza nazwa stacji brzmiała Rückers-Reinerz (Szczytna-Duszniki), miała ona sugerować bliskość popularnego wówczas uzdrowiska w Dusznikach.

## Linki zewnętrzne

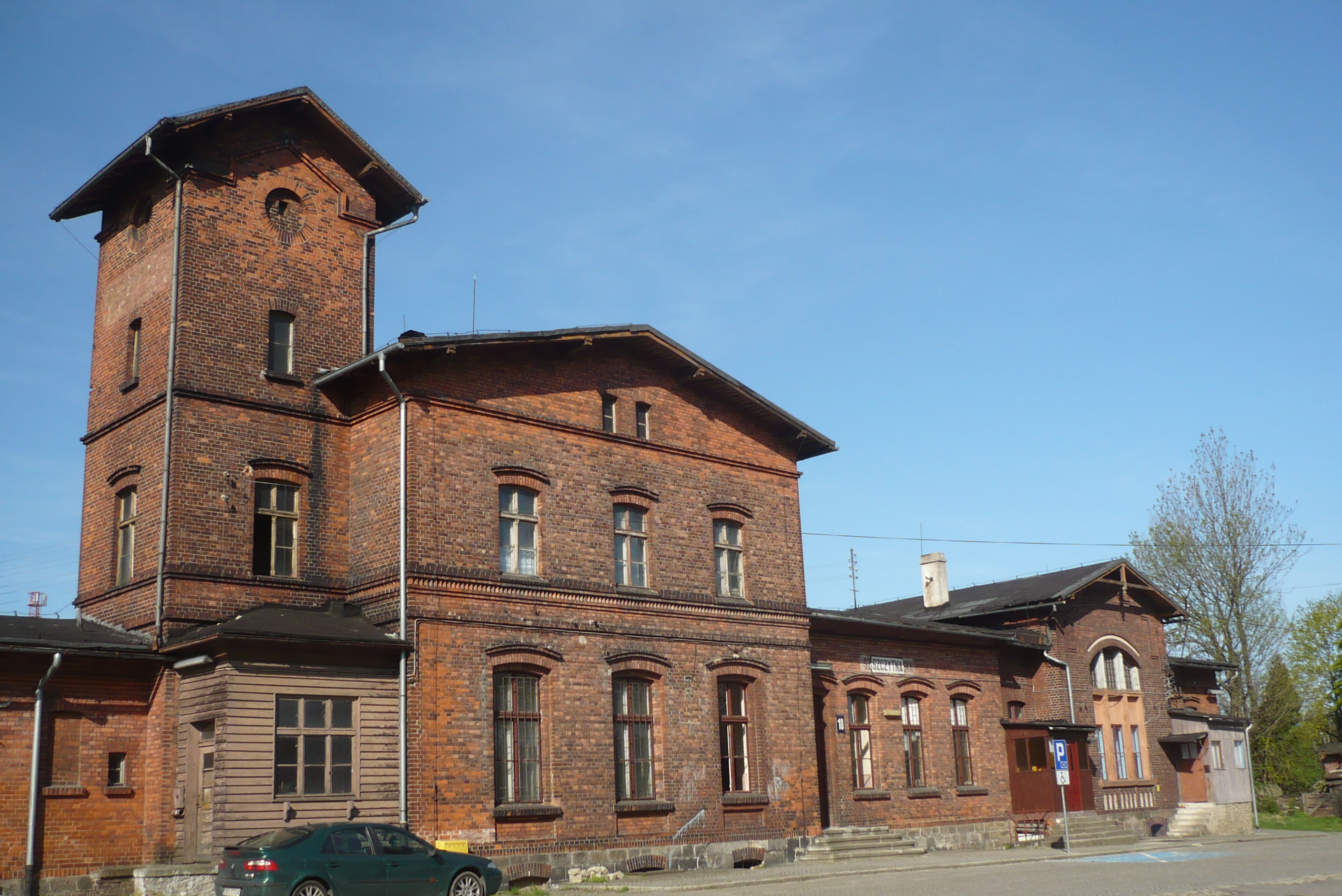
Przystanek osobowy w Szczytnej